# Jon Palmar Austnes
Jon Palmar Austnes (25 novembre 1945 – 27 ottobre 2022) è stato un calciatore norvegese, di ruolo attaccante.

## Carriera

### Club
Austnes vestì la maglia del Molde e divenne titolare della squadra a partire dal 1964. Rimase in forza al club fino al 1967. Nel 1968 si trasferì infatti al Lyn Oslo, per cui esordì in data 28 aprile, nella sconfitta per 2-1 contro il Viking. Il 18 giugno successivo, arrivarono le sue prime reti, contribuendo con una tripletta al successo per 11-0 sul Liv, nel secondo turno della Coppa di Norvegia. Nello stesso anno, contribuì al double della sua squadra. Militò nel Lyn Oslo fino al 1976.

### Nazionale
Conta 3 presenze per la Norvegia under 21.

## Palmarès

### Club

#### Competizioni nazionali
- Campionato norvegese: 1

Lyn Oslo: 1968
- Coppa di Norvegia: 1

Lyn Oslo: 1968